# 何紹基

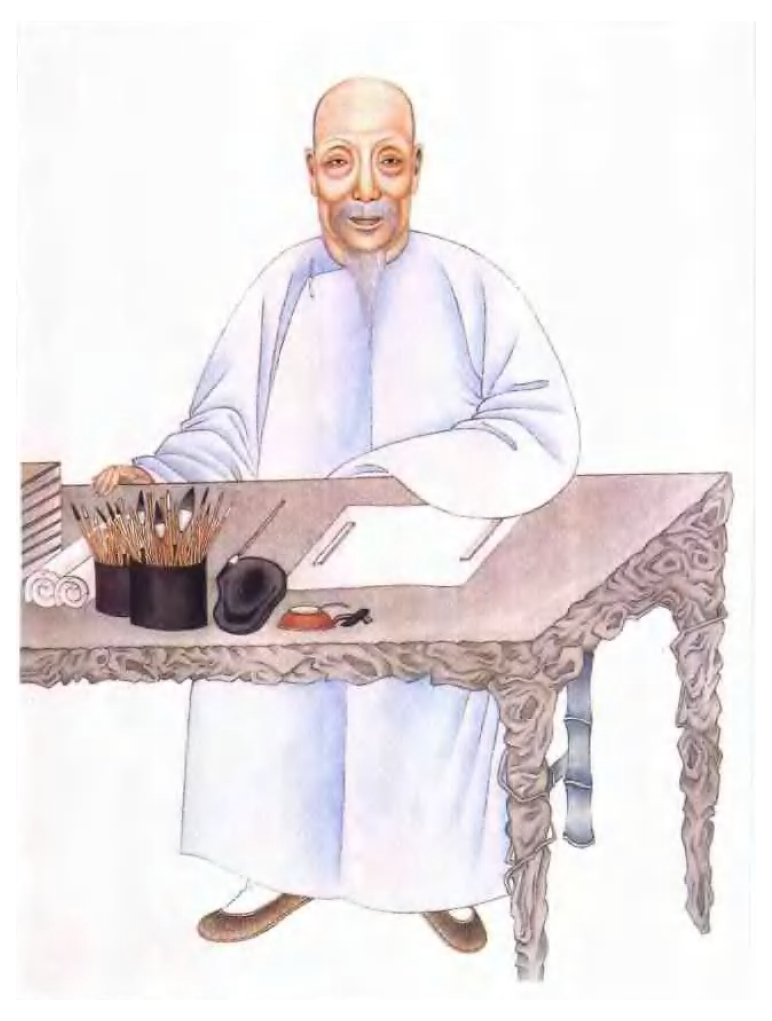
何紹基

何 紹基（か しょうき、He Shaoji、1799年 - 1873年）は、清の詩人・学者・能書家。字は子貞、号は東洲、晩号は蝯叟。
湖南省永州府道州出身。父の何凌漢は戸部尚書を務めた。若い時に阮元・程恩沢の門下生となった。1836年に進士となり、翰林院編修や文淵閣校理などの職を歴任した。1852年に四川学政となったが誹謗を受けて解任された。その後は済南や長沙の書院で主講を務めた。諸書を収集し、特に『小学』に通暁していた。書では顔真卿を基礎として篆書と隷書の風格を併せもった書風を確立した。また篆刻も善くした。
書作品には、「行書 論書語四屏」・「行書 山谷題跋語四屏」などがある。